# معضلة الدجاجة والبيضة

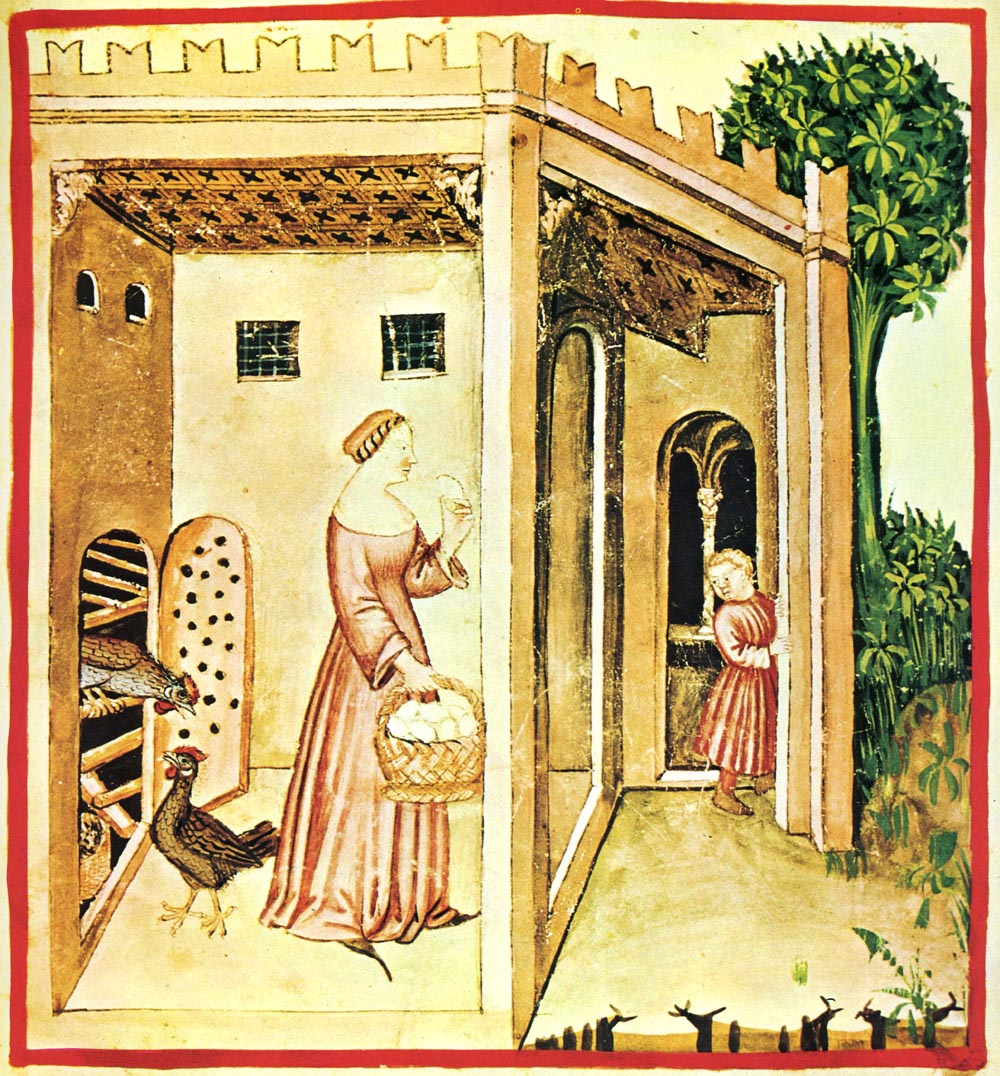
التوضيح من قويم الصحة، القرن الرابع عشر

معضلة الدجاجة والبيضة المعضلة السببية للقول شائع «الدجاجة جاءت أولًا أم البيضة؟» عند الفلاسفة القدماء ، السؤال عن من جاء أولاً البيضة أم الدجاج أثار أيضا تساؤلات عن كيفية بدأت الحياة والكون بشكل عام.
المراجع الثقافية إلى مسألة الدجاجة والبيضة أرادت أن تشير إلى عدم جدوى تحديد أول حالة الارتباط لا يعني السببية. ويمكن اعتبار أنه في هذا النهج تكمن في الطبيعة الأساسية لهذه المسألة. والجواب واضح إلى حد ما الحرفي، كما وضع البيض وجود الأنواع قبل تاريخ الدجاج. ومع ذلك، فإن الرأي مجازي يضع أرضية ميتافيزيقية لهذه المعضلة. إلى فهم أفضل معناها المجازي، يمكن إعادة صياغة السؤال على النحو التالي :
"ما يأتي في المرتبة الأولى، 'X' التي لا تأتي إلا ب'Y' ، أو 'Y' لا يمكن أن يتحقق دون 'X' ؟"
تنشأ حالة مماثلة في مجال الهندسة والعلوم المعروفة باسم المرجع الدائري ، الذي هو مطلوب معلمة لحساب تلك المعلمة نفسها.
الأمثلة على ذلك معادلة فان دير فال ومعادلة كوليبروك الشهيرة.

## تاريخ المعضلة
تم العثور على المراجع القديمة لهذه المعضلة في الكتابات الكلاسيكية للفلاسفة، كتاباتهم تدل على أن المشكل المقترح محير، وتمت مناقشتها من قبل آخرين (رجال دين...).